# Urtelbach (Attel)
Der Urtelbach oder kurz Urtel ist ein Bach in Oberbayern. Er entspringt bei Taglaching (Gemeinde Bruck) im
Landkreis Ebersberg und mündet in Grafing bei München als deren rechter Quellast in die Attel.

## Name
Der Bach wurde im 14. Jahrhundert als urteil erstmals schriftlich erwähnt. Der Name nimmt darauf Bezug, dass nahe dem Bach Urteile gesprochen wurden.

## Verlauf
Der Urtelbach entsteht westlich von Taglaching. Er fließt in östlicher Richtung nach Grafing bei München. Im Stadtgebiet bildet er mit dem Seeoner Bach, dem rechten Quellast von nun an die Attel. Der Urtelbach hat dort eine Hammerschmiede und ein Elektrizitätswerk betrieben.